# War (Album)
War ist das dritte Studioalbum der irischen Rockband U2 aus dem Jahr 1983.

## Entstehung und Veröffentlichung
Die Erstveröffentlichung von War erfolgte am 28. Februar 1983 bei Island Records. Das Album erschien in seiner Originalfassung gleichzeitig als CD (Katalognummer: 811 148-2) und LP mit zehn Titeln (Katalognummer: 205 259). Am 18. Juli 2008 erschien eine remasterte CD-Ausführung (Katalognummer: 06025 1764647) sowie eine Deluxeversion mit einem Remix-Bonusalbum (Katalognummer: 1761675).
Geschrieben wurden die Lieder gemeinsam von den U2-Mitgliedern  Adam Clayton, David Evans (The Edge), Paul Hewson (Bono) und Larry Mullen Junior. Für die Produktion zeichnete Steve Lillywhite verantwortlich.

## Artwork
Der Junge auf dem Cover des Albums ist Peter Rowen, der Bruder von Bonos Freund Guggi. Er erschien auch auf den Covern der U2-Alben Boy, Three, The Best of 1980–1990 und Early Demos. Die Italienische Kommunistische Partei nutze während des Europawahlkampfes 1984 eine modifizierte Version des Cover-Designs als Plakatmotiv.

## Titelliste

### Original
1. Sunday Bloody Sunday – 4:40
2. Seconds – 3:10
3. New Year’s Day – 5:35
4. Like a Song… – 4:46
5. Drowning Man – 4:14
6. The Refugee – 3:40 (produziert von Bill Whelan)
7. Two Hearts Beat as One – 4:03
8. Red Light – 3:46
9. Surrender – 5:34
10. 40 – 2:35

### 2008 Remastered Edition (Zusätzliche Titel)
1. Endless Deep 2:58
2. Angels Too Tied to the Ground (Outtake Sessions) 3:34
3. New Year's Day (7" Single Edit) 3:56
4. New Year's Day (USA Remix) 4:31
5. New Year's Day (Ferry Corsten Extended Vocal Mix) 9:42
6. New Year's Day (Ferry Corsten Vocal Radio Mix) 4:37
7. Two Hearts Beat as One (Long Mix) 5:56
8. Two Hearts Beat as One (USA Remix) 4:24
9. Two Hearts Beat as One (Club Version) 5:43
10. Treasure (Whatever Happened to Pete the Chop) 3:24
11. I Threw a Brick Through a Window/ A Day Without Me (Live, Werchter, 4. Juli 1982) 6:58
12. Fire (Live, Werchter, 4. Juli 1982) 3:46

## Rezeption
Im Jahre 1989 wurde die Platte vom Rolling Stone Magazine auf Platz 40 der 100 besten Alben der 1980er Jahre gewählt. Später kam es auch in dessen Liste der 500 besten Alben aller Zeiten auf den 223. Platz.

## Kommerzieller Erfolg

### Chartplatzierungen
War avancierte zum Nummer-eins-Album im Vereinigten Königreich, dem ersten von vielen folgenden der Band.
| ChartsChartplatzierungen       | Höchstplatzierung | Wochen |
| ------------------------------ | ----------------- | ------ |
| Deutschland (GfK)              | 59 (6 Wo.)        | 6      |
| Irland (IRMA)                  | 16 (8 Wo.)        | 8      |
| Vereinigte Staaten (Billboard) | 12 (179 Wo.)      | 179    |
| Vereinigtes Königreich (OCC)   | 1 (148 Wo.)       | 148    |

### Auszeichnungen für Musikverkäufe
Quellen zufolge verkaufte sich War weltweit über 13 Millionen Mal, davon sind über 6,2 Millionen Einheiten mit Schallplattenauszeichnungen belegt.
| Land/Region                  | Auszeichnungen für Musikverkäufe (Land/Region, Auszeichnung, Verkäufe) | Verkäufe  |
| ---------------------------- | ---------------------------------------------------------------------- | --------- |
| Australien (ARIA)            | 2× Platin                                                              | 140.000   |
| Belgien (BRMA)               | Platin                                                                 | 50.000    |
| Brasilien (PMB)              | Gold                                                                   | 100.000   |
| Deutschland (BVMI)           | Gold                                                                   | 250.000   |
| Frankreich (SNEP)            | 2× Platin                                                              | 600.000   |
| Kanada (MC)                  | 3× Platin                                                              | 300.000   |
| Neuseeland (RMNZ)            | 3× Platin                                                              | 45.000    |
| Niederlande (NVPI)           | Gold                                                                   | 50.000    |
| Schweiz (IFPI)               | Gold                                                                   | 25.000    |
| Spanien (Promusicae)         | Gold                                                                   | 50.000    |
| Vereinigte Staaten (RIAA)    | 4× Platin                                                              | 4.000.000 |
| Vereinigtes Königreich (BPI) | 2× Platin                                                              | 600.000   |
| Insgesamt                    | 5× Gold · 17× Platin ·                                                 | 6.210.000 |

Hauptartikel: U2 (Band)/Auszeichnungen für Musikverkäufe